# Balatonendréd
Balatonendréd község Somogy vármegyében, a Siófoki járásban.

## Fekvése
Balatonendréd a Balaton déli partjától 5 kilométerre fekszik, Siófok és Zamárdi közvetlen szomszédságában, Budapesttől mintegy 120 kilométerre. A Balatonboglári borvidék része.
Az M7-esről közvetlen lejárat vezet a faluba, a tó felől pedig Zamárdiból ágazik el az az út, amelyen végighaladva a községbe jutunk. 2012 óta már déli irányból, Lulla, és azon keresztül Tab felől is elérhető, a 6501-es úton. Keleti szomszédjával, Ságvárral csak egy földút köti össze.
Vasútja nincs, a közösségi közlekedést autóbuszjáratok biztosítják. 

## Története
A település területén feltárt legrégibb lelet: a régészek a Karancsó-hegyen egy honfoglalás kori lovas sírjára bukkantak.
A falunak az Endre-András névből eredeztetett nevét tartalmazó legrégibb oklevél 1082-ből maradt fenn. A település védőszentje is Szent András. 
Előbb a veszprémi, majd a fehérvári káptalan birtoka volt. 1390-ben Zsigmond király a karthauzi szerzeteseknek adományozta. 
A török uralom idején járási székhellyé nyilvánították, majd 1545-ben várát is megerősítették. A megszállók kiűzésekor a menekülő törökök állítólag  a Várcsige-hegy oldalába ásták el kincseiket, de azokat azóta is hiába keresik. A török időkből maradt meg a község több helységneve is. A Rózsa-hegyet a török bég kertjéből eredeztetik, a Duda-hegy pedig a vezér mulatóhelye lehetett.
A falu további története a tihanyi apátság birtokpereiből követhető nyomon.
Az 1591/1593-tól 1606-ig tartó 15 éves háborúban valószínűleg teljesen elpusztult, de a következő száz évben újra benépesült, és gyarapodott. 
A 18. század közepén csűrt és malmot építettek. Ekkortájt térhettek vissza lakosai a református hitről a római katolikusra. Iskolája már a 17. században is volt, de a 18. század végén egy újabbat építettek, melyet aztán egy évszázad múltán tovább bővítettek.
A két világháborúban összesen 99 balatonendrédi esett el; emléküket 1993 óta emlékmű őrzi a településen. 
1948-ban termelőszövetkezet alakult, amely 8 évig, 1956-ig működött. 1956-ban a falu szülötte, Vidovics Ferenc, Somogy egykori főispánja felrázta a községet. A forradalom leverése után néhányan a főispánnal együtt külföldre menekültek, míg a többiek közül nem egyre börtön és meghurcoltatás várt.
Az újabb, 1959-es tsz-alakítás az ipar fejlődését is elősegítette. Addig a lakosság több mint háromnegyede a mezőgazdaságból élt. Az 1960-as években szövetkezeti támogatással fölelevenedtek a régi néphagyományok, a közművelődés, és az oktatás színvonala is emelkedett. Egyebek mellett új művelődési ház épült. 
1970-ben Endréd Zamárdi társközsége lett. A társközségi szerepkör hatására lelassult az előző években elért fejlődés. Az 1980-as évektől kezdve ennek ellenére is folyamatosan nőni kezdett a lélekszám, és új lakóteleppel bővült a település. A Zamárdi felé eső területen 86 telket parcelláztak.
1985-ben érdekképviseleti szerephez jutott a helyi elöljáróság. Bővítették az iskolát, telkeket osztottak. Az önállóság teljesen 1990-ben valósult meg újra. Először a körjegyzőséggel, majd két év múlva az önálló önkormányzattal.

## Közélete

### Polgármesterei
- 1990–1992: Varga László (FKgP)[5]
- 1992–1994: Kusz József
- 1994–1998: Késmárki Tibor (független)[6]
- 1998–2002: Késmárki Tibor (független)[7]
- 2002–2006: Késmárki Tibor (független)[8]
- 2006–2010: Késmárki Tibor (független)[9]
- 2010–2014: Késmárki Tibor (független)[10]
- 2014–2019: Késmárki Tibor (független)[11]
- 2019–2024: Késmárki Tibor (független)[12]
- 2024– : Kránitz Zoltán (független)[1]

## Népesség
A település népességének változása:
| Lakosok száma | 1330 | 1299 | 1311 | 1308 | 1272 | 1313 | 1318 |
|               | 2013 | 2014 | 2015 | 2021 | 2022 | 2023 | 2024 |

A 2011-es népszámlálás során a lakosok 86,7%-a magyarnak, 0,7% cigánynak, 1,8% németnek, 0,2% románnak mondta magát (13,1% nem nyilatkozott; a kettős identitások miatt a végösszeg nagyobb lehet 100%-nál). A vallási megoszlás a következő volt: római katolikus 59,8%, református 12,5%, evangélikus 0,7%, görögkatolikus 0,1%, felekezet nélküli 4,7% (21,7% nem nyilatkozott).
2022-ben a lakosság 91,4%-a vallotta magát magyarnak, 2% németnek, 0,6% cigánynak, 0,2-0,2% szlováknak, görögnek és románnak, 0,1% szlovénnek, 0,1% bolgárnak, 2,9% egyéb, nem hazai nemzetiségűnek (7,9% nem nyilatkozott; a kettős identitások miatt a végösszeg nagyobb lehet 100%-nál). Vallásuk szerint 46,1% volt római katolikus, 10,1% református, 0,6% evangélikus, 0,2% görög katolikus, 1,3% egyéb keresztény, 1,2% egyéb katolikus, 6,4% felekezeten kívüli (34,3% nem válaszolt).

## Nevezetességei
- Kájel Csipkeház (jelenleg nem látogatható)
- Római katolikus templom (műemlék)
- Református templom (műemlék)

## Itt születtek, itt éltek
- Kájel Endre (1881-1955) református lelkész
- Vidovics Ferenc (1900–1976), Somogy megye egykori főispánja (1946–1947)
- Horváth Gyula (1953), a Balatoni Hajózási Zrt. vezérigazgatója (1996–2013).